# ÖBB 4061 sorozat

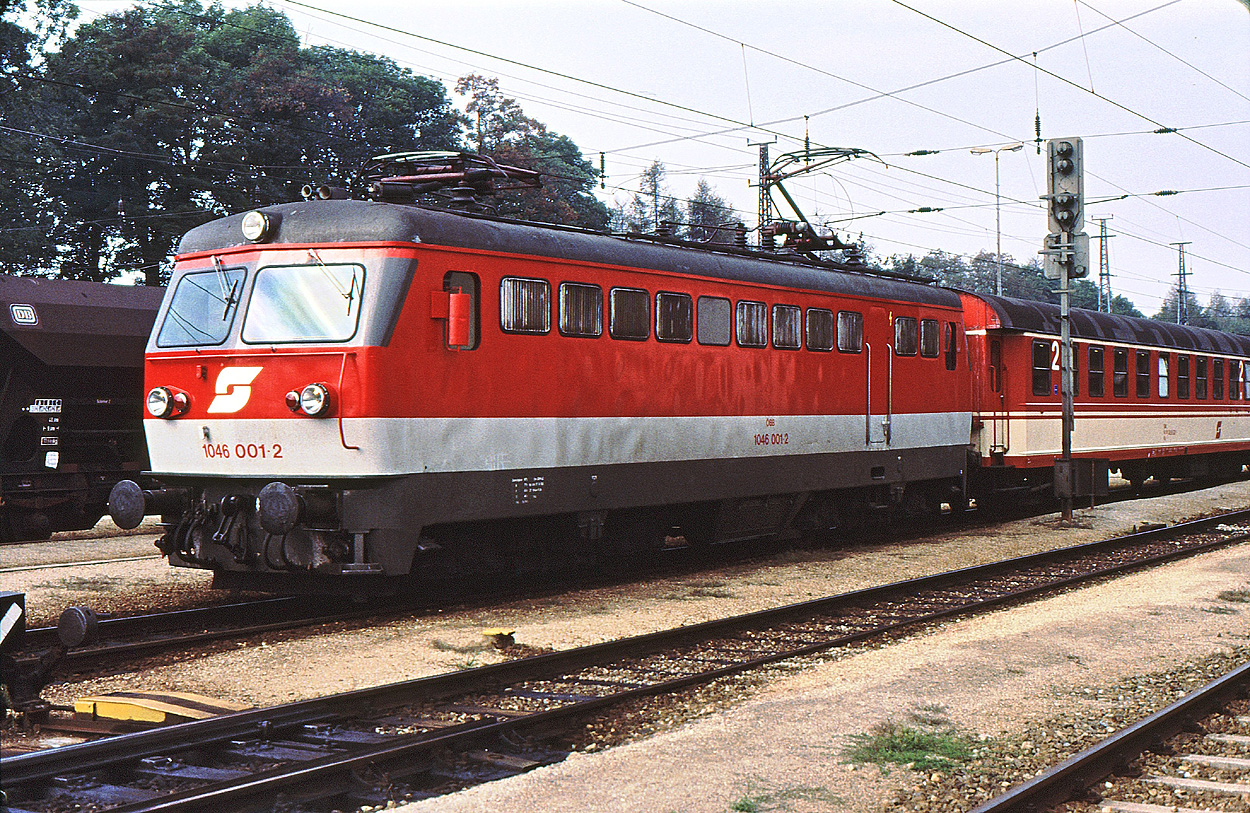
1046.001-2 pályaszámú mozdony új karosszériával, Sigmundsherberg vasútállomásnál (1992)

Az ÖBB 4061 sorozat, később ÖBB 1046 sorozat, egy ÖBB által üzemeltetett Bo'Bo' tengelyelrendezésű villamosmozdony-sorozat volt. A WLF és a ABES gyártotta 1956-ban. Összesen 25 db készült belőle.
A mozdonyt könnyű gyorsvonati szolgálatra szánták, poggyászkocsi nélküli szerelvények élén, ezért a géptér mellett tolóajtós raktér is helyet kapott, aminek köszönhetően a 4-es számú, azaz a villamos motorvonati sorozatba sorolták. Mivel a speciális teret már évek óta nem használták ki, 1976-ban a mozdonyok 1046-os sorozatszámot kaptak. Két mozdonyt 1986-ban átalakítottak kétáramneműre, ez lett az ÖBB 1146 sorozat. 1988-tól összesen 13 darab gépet új karosszériával láttak el (1046.001, 005–009, 012, 016, 019, 021–024). 1998-ban az 1146-os,   2003-ban pedig az 1046-os sorozatot is selejtezték. Az 1046.013-as pályaszámú mozdonyt nosztalgia célból megőrizték, restaurálás után visszakapta eredeti számozását. Jelenleg az osztrák Club 1018 nevű egyesület flottáját gyarapítja.